# Червона лінія
Черво́ні лі́нії — визначені в містобудівній документації відносно пунктів геодезичної мережі межі існуючих та запроєктованих вулиць, доріг, майданів, які відмежовують території мікрорайонів, кварталів та території іншого призначення.
Червона лінія позначає землі загального користування, які призначені для прокладки інженерних і транспортних комунікацій, пішохідних зв'язків, впорядкування, озеленення й освітлення вулиць тощо.
Червоні лінії можуть бути визначені на підставі генеральних планів міст. В умовах старої забудови збільшення розмірів вулиць у червоних лініях можливе тільки коли здійснюється реконструкція забудови.